# FreeFileSync
FreeFileSync est un logiciel libre utilisé pour la synchronisation de fichiers. Il est disponible pour Windows, Linux et macOS.
FreeFileSync fonctionne en comparant le contenu d'un ou plusieurs dossiers, à l'aide de la date, de la taille ou du contenu des fichiers à synchroniser.

## Versions
- Depuis la version 7.2 sortie en juillet 2015, le logiciel autorise la synchronisation par SFTP (SSH File Transfer Protocol).
- Depuis la version 10.0 sortie en avril 2018, l'installateur ne contient plus d'adware.
- Depuis la version 10.8 sortie en janvier 2019, il est possible de synchroniser avec Google Drive.
- La version 10.20 sortie en février 2020 introduit les notifications par email.
- Avec la version 13.0 sortie en septembre 2023, le multi-renommage est possible ainsi que de nouvelles façons de synchroniser les fichiers en fonction des modifications.